# Leptotrachelus pallidulus
Leptotrachelus pallidulus är en skalbaggsart som beskrevs av Victor Ivanovitsch Motschulsky. Leptotrachelus pallidulus ingår i släktet Leptotrachelus och familjen jordlöpare. Inga underarter finns listade i Catalogue of Life.